# Levon Aghasyan
Levon Aghasyan, född 19 januari 1995, är en armenisk friidrottare. Han deltog vid olympiska sommarspelen 2020.